# Drilophaga bucephalus
Drilophaga bucephalus is een raderdiertjessoort uit de familie Notommatidae. De wetenschappelijke naam van deze soort is voor het eerst geldig gepubliceerd in 1883 door Vejdovsky.